# Воркапић
Воркапић је насељено место у општини Топуско, на Кордуну, Република Хрватска.

## Историја
Воркапић се од распада Југославије до августа 1995. године налазио у Републици Српској Крајини. До територијалне реорганизације у Хрватској насеље се налазило у саставу бивше велике општине Вргинмост.

## Становништво
Насеље је према попису становништва из 2011. године имало 26 становника.
| Националност       | 1991.        |
| Срби               | 205 (99,03%) |
| Хрвати             | 1 (0,48%)    |
| Југословени        | 0            |
| остали и непознато | 1 (0,48%)    |
| Укупно             | 207          |